# Coupe de France 2019–2020 (volleyboll, damer)
Coupe de France 2019–2020 utspelade sig mellan 22 oktober 2019 och 20 september 2020. Det var den 34:e upplagan av turneringen och 20 lag deltog. Pays d'Aix Venelles VB vann tävlingen för andra gången genom att i finalen besegra Volero Le Cannet..

## Regelverk
Tävlingen genomfördes genom åttondelsfinaler, kvartsfinaler, semifinaler och final. De avgjordes alla i en direkt avgörande match.
Semifinaler och final skulle ursprungligen spelats 14-15 mars 2020, men på grund av Covid-19-pandemin sköts de upp, först till  16-17 maj 2020 och därefter till säsongsstarten 2020/2021.

## Deltagande lag
| - ASPTT Mulhouse - Béziers Volley - VBC Chamalières - Clamart VB - Évreux VB - Istres Ouest Provence VB - Levallois SC - VC Marcq-en-Barœul - MO Mougins VB - Volley-Ball Nantes | - Quimper Volley - RC Cannes - AS Saint-Raphaël Var Volley-Ball - Béziers Volley - Sens Olympique Club VB - Saint-Cloud Paris Stade Français - Vandœuvre Nancy VB - Pays d'Aix Venelles VB - Volero Le Cannet - Terville FOC |

## Turneringen

### Spelschema
|  | Åttondelsfinaler                 | Åttondelsfinaler |  |  | Kvartsfinaler                    | Kvartsfinaler |                        |   | Semifinaler      | Semifinaler |                        |   | Final               | Final               |  |
|  |                                  |                  |  |  |                                  |               |                        |   |                  |             |                        |   |                     |                     |  |
|  | VBC Chamalières                  | 1                |  |  |                                  |               |                        |   |                  |             |                        |   |                     |                     |  |
|  | Saint-Cloud Paris Stade Français | 3                |  |  | Saint-Cloud Paris Stade Français | 0             |                        |   |                  |             |                        |   |                     |                     |  |
|  | Béziers Volley                   | 0                |  |  | Volero Le Cannet                 | 3             |                        |   |                  |             |                        |   |                     |                     |  |
|  | Volero Le Cannet                 | 3                |  |  |                                  |               |                        |   | Volero Le Cannet | 3           |                        |   |                     |                     |  |
|  | Quimper Volley                   | 0                |  |  |                                  |               | RC Cannes              | 2 |                  |             |                        |   |                     |                     |  |
|  | RC Cannes                        | 3                |  |  | RC Cannes                        | 3             |                        |   |                  |             |                        |   |                     |                     |  |
|  | Évreux VB                        | 1                |  |  | Vandœuvre Nancy VB               | 0             |                        |   |                  |             |                        |   |                     |                     |  |
|  | Vandœuvre Nancy VB               | 3                |  |  |                                  |               |                        |   | Volero Le Cannet | 0           |                        |   |                     |                     |  |
|  | ASPTT Mulhouse                   | 3                |  |  |                                  |               |                        |   |                  |             | Pays d'Aix Venelles VB | 3 |                     |                     |  |
|  | VC Marcq-en-Barœul               | 0                |  |  | ASPTT Mulhouse                   | 3             |                        |   |                  |             |                        |   |                     |                     |  |
|  | Volley-Ball Nantes               | 2                |  |  | Béziers Volley                   | 2             |                        |   |                  |             |                        |   |                     |                     |  |
|  | Béziers Volley                   | 3                |  |  |                                  |               |                        |   | ASPTT Mulhouse   | 0           |                        |   | Match om tredjepris | Match om tredjepris |  |
|  | MO Mougins VB                    | 3                |  |  |                                  |               | Pays d'Aix Venelles VB | 3 |                  |             |                        |   |                     |                     |  |
|  | AS Saint-Raphaël Var Volley-Ball | 1                |  |  | MO Mougins VB                    | 0             |                        |   |                  |             |                        |   | RC Cannes           | 0                   |  |
|  | Terville FOC                     | 0                |  |  | Pays d'Aix Venelles VB           | 3             |                        |   | ASPTT Mulhouse   | 3           |                        |   |                     |                     |  |
|  | Pays d'Aix Venelles VB           | 3                |  |  |                                  |               |                        |   |                  |             |                        |   |                     |                     |  |

### Resultat

#### Första omgången
| 22 oktober 2019 Gymnase Paul Cavalloni, Istres Speltid: ? - Åskådare: ?      | Istres Ouest Provence VB | 2 - 3 | Béziers Volley         | 25-19, 21-25, 25-20, 22-25, 14-16 |
| 22 oktober 2019 Gymnase Municipal, Terville Speltid: ? - Åskådare: ?         | Terville FOC             | 3 - 1 | Sens Olympique Club VB | 25-17, 25-10, 20-25, 25-14        |
| 22 oktober 2019 Gymnase du Jardin Parisien, Clamart Speltid: ? - Åskådare: ? | Clamart VB               | 1 - 3 | Quimper Volley         | 25-11, 16-25, 15-25, 23-25        |
| 22 oktober 2019 Gymnase Canada, Évreux Speltid: ? - Åskådare: ?              | Évreux VB                | 3 - 0 | Levallois SC           | 25-22, 25-14, 25-15               |

#### Åttondelsfinaler
| 29 oktober 2019 Salle Roger Duhalde, Mougins Speltid: ? - Åskådare: ?             | MO Mougins VB      | 3 - 1 | AS Saint-Raphaël Var Volley-Ball | 25-21, 23-25, 25-19, 25-13        |
| 29 oktober 2019 Gymnase Canada, Évreux Speltid: ? - Åskådare: ?                   | Évreux VB          | 1 - 3 | Vandœuvre Nancy VB               | 21-25, 25-20, 24-26, 16-25        |
| 29 oktober 2019 Complexe Sportif Roger Breton, Sens Speltid: ? - Åskådare: ?      | Béziers Volley     | 0 - 3 | Volero Le Cannet                 | 17-25, 16-25, 14-25               |
| 29 oktober 2019 Gymnase Municipal, Terville Speltid: ? - Åskådare: ?              | Terville FOC       | 0 - 3 | Pays d'Aix Venelles VB           | 18-25, 20-25, 13-25               |
| 29 oktober 2019 Palais des Sports, Mulhouse Speltid: ? - Åskådare: ?              | ASPTT Mulhouse     | 3 - 0 | VC Marcq-en-Barœul               | 25-22, 25-16, 25-21               |
| 29 oktober 2019 Halle des Sports, Quimper Speltid: ? - Åskådare: ?                | Quimper Volley     | 0 - 3 | RC Cannes                        | 14-25, 16-25, 16-25               |
| 29 oktober 2019 Complexe Pierre Chatrousse, Chamalières Speltid: ? - Åskådare: ?  | VBC Chamalières    | 1 - 3 | Saint-Cloud Paris Stade Français | 28-26, 21-25, 25-27, 18-25        |
| 29 oktober 2019 Complexe Sportif Mangin Beaulieu, Nantes Speltid: ? - Åskådare: ? | Volley-Ball Nantes | 2 - 3 | Béziers Volley                   | 25-16, 21-25, 25-27, 25-17, 10-15 |

#### Kvartsfinaler
| 12 november 2019 Gymnase Geo André, Paris Speltid: ? - Åskådare: ?     | Saint-Cloud Paris Stade Français | 0 - 3 | Volero Le Cannet       | 15-25, 12-25, 22-25               |
| 12 november 2019 Salle Roger Duhalde, Mougins Speltid: ? - Åskådare: ? | MO Mougins VB                    | 0 - 3 | Pays d'Aix Venelles VB | 22-25, 21-25, 19-25               |
| 12 november 2019 Palais des Sports, Mulhouse Speltid: ? - Åskådare: ?  | ASPTT Mulhouse                   | 3 - 2 | Béziers Volley         | 21-25, 21-25, 35-33, 25-23, 16-14 |
| 12 november 2019 Palais des Victoires, Cannes Speltid: ? - Åskådare: ? | RC Cannes                        | 3 - 0 | Vandœuvre Nancy VB     | 25-21, 25-20, 25-21               |

#### Semifinaler
| 19 september 2020 Palais des Victoires, Cannes Speltid: 2h:46 - Åskådare: ? | Volero Le Cannet | 3 - 2 | RC Cannes              | 25-23, 22-25, 25-23, 22-25, 15-17 |
| 19 september 2020 Palais des Victoires, Cannes Speltid: 1h:21 - Åskådare: ? | ASPTT Mulhouse   | 0 - 3 | Pays d'Aix Venelles VB | 24-26, 20-25, 23-25               |

#### Match om tredjepris
| 20 september 2020 Palais des Victoires, Cannes Speltid: ? - Åskådare: ? | RC Cannes | 0 - 3 | ASPTT Mulhouse | 21-25, 20-25, 14-25 |

#### Final
| 20 september 2020 Palais des Victoires, Cannes Speltid: 1h:30 - Åskådare: ? | Volero Le Cannet | 0 - 3 | Pays d'Aix Venelles VB | 22-25, 18-25, 20-25 |